# Арво Аалтонен
Арво Аалтонен (фін. Arvo Aaltonen, 2 грудня 1892 — 17 червня 1949) — фінський плавець.
Бронзовий медаліст Олімпійських Ігор 1920 року, учасник 1912, 1924 років.